# هيرفيه هوبير
هيرفيه هوبير (بالفرنسية: Hervé Hubert)‏ هو منتج تلفزيوني فرنسي، ولد في 20 نوفمبر 1958 في سوريسن في فرنسا.

## وصلات خارجية
- هيرفيه هوبير على موقع IMDb (الإنجليزية)